# Каяду, Мариу де Аленкастру
Мариу де Аленкастру Каяду (порт. Mário de Alencastro Caiado; 16 декабря 1876, Гояс — 1948, Гояния, Гояс) — бразильский юрист, журналист и политик; сенатор в Эру Варгаса, в 1935—1937 годах.

## Биография
Мариу де Аленкастру Каяду (Марио Кайадо) родился 16 декабря 1876 года на ранчо «Vila Boa de Goiás» в муниципалитете Гояс в одноимённом штате Бразилии. В 1905 году он окончил юридический факультет в университете родного штата. Через два года был в числе основателей местного отделения Республиканской партии (PR) и партийной газеты «A Voz do Povo». В 1908 году был назначен судьей в муниципалитета Позу-Алту (сегодня — Пираканжуба). Состоял начальником полиции штата в трёх правительствах: в 1911—1912, 1914—1915 и 1918—1919 годах. В 1929 году стал членом Либерального альянса (Aliança Liberal) и поддержал кандидатуру Жетулиу Варгаса на пост президента республики.
Каяду одержал победу на выборах в сенат Бразилии, проходивших в 1934 году по новой (третьей) конституции: стал одним из двух сенатором от центрально-западного штата Гояс. Будучи избранным на восьмилетний срок в 37-й созыв бразильского сената, занимал свой пост неполные три года, с 1935 по 1937 год — поскольку в ноябре 1937 года президент Варгас организовал государственный переворот и основал централизованное государство Эстадо Ново (Estado Novo).
Каяду завершил свою политическую карьеру после переворота. Скончался в муниципалитете Гояния родного штата в 1948 году.